# Forecastle Summit
Forecastle Summit är en bergstopp i Antarktis. Den ligger i Östantarktis. Nya Zeeland gör anspråk på området. Toppen på Forecastle Summit är 2 044 meter över havet.
Terrängen runt Forecastle Summit är huvudsakligen kuperad, men den allra närmaste omgivningen är bergig. Trakten är obefolkad. Det finns inga samhällen i närheten. 